# Illusion (Isotope)
| Recensione | Giudizio |
| ---------- | -------- |
| AllMusic   |          |

Illusion è il secondo album del gruppo musicale inglese Isotope, pubblicato nel 1974.

## Tracce
Lato 1
1. Illusion - 3:54 (Boyle)
2. Rangoon Creeper - 5:54 (Scott)
3. Spanish Sun - 7:45 (Boyle, Morris)
4. Edorian - 2:00 (Hopper)

Lato 2
1. Frog - 2:30 (Boyle)
2. Sliding Dogs/Lion Sandwich - 5:59 (Hopper)
3. Golden Section - 5:13 (Hopper)
4. Marin County Girl - 2:06 (Boyle)
5. Lily Kong - 2:33 (Hopper)
6. Temper Tantrum - 3:42 (Scott)

## Formazione
- Gary Boyle - chitarra
- Hugh Hopper - basso
- Laurence Scott - tastiere, sintetizzatore
- Nigel Morris - batteria, percussioni

### Produzione
- Poli Palmer - produzione
- Gary Martin - ingegneria del suono